# Andrzej Szumowski
Andrzej Szumowski (ur. 15 maja 1963) – polski menedżer, urzędnik państwowy i działacz gospodarczy, w 1997 podsekretarz stanu w Urzędzie Komitetu Integracji Europejskiej.

## Życiorys
Absolwent Wydziału Prawa i Administracji Uniwersytetu Warszawskiego. Kształcił się podyplomowo w zakresie public relations w Szkole Głównej Handlowej, później został wykładowcą na tych studiach. Nauczał także w Collegium Civitas.
W latach 1990–1994 pracował w Ministerstwie Współpracy Gospodarczej z Zagranicą, od 1994 był pełnomocnikiem zarządu Agros Holding SA. Od 25 marca do 3 listopada 1997 pełnił funkcję podsekretarza stanu w Urzędzie Komitetu Integracji Europejskiej. W 1998 doradzał szefowi Kancelarii Prezydenta, a w latach 2002–2005 ministrowi spraw zagranicznych, później także ministrowi rolnictwa. Współpracował jako doradca z prezesami spółek Agros Holding i Polkomtel. W 2003 został wiceprezesem-dyrektorem ds. zewnętrznych i rzecznikiem prasowym firmy Wyborowa SA. Zajął działalnością w organizacjach gospodarczych. Objął funkcję szefa Stowarzyszenia Polska Wódka i rady głównej Związku Pracodawców Polski Przemysł Spirytusowy, zasiadał w radzie Krajowej Izby Gospodarczej. Został wiceprezesem Rady Polsko-Hiszpańskiej Izby Gospodarczej oraz wiceprezesem Towarzystwa Współpracy Gospodarczej i Kulturalnej z Krajami Ameryki Łacińskiej.

## Odznaczenia
W 2011 odznaczony Odznaką Honorową „Bene Merito” za zasługi w zakresie promocji Polski za granicą.